# Токарев модел 1927
Токарев модел 1927 је експериментална пушка аутомат/машинка развијена у Совјетском Савезу под вођством Фјодора Васиљевича Токарева као тежња СССР-а да постане независтан у погледу наоружања. Била је у калибру 7,62×25mm Токарев који је првобитно био намењен као пиштољски калибар. Радила је на принципу позајмице барутних гасова и имала је два окидача.
Пре него што је отпочела производња и остали произвођачи су конструисали и представили своје полуаутоматске пушке и машинке. У конкурентним испитивањима оружје које је дизајнирао Василиј Дегтјаријев показало се као суперијорније и даљи развој пушке се зауставио.

## Почетак
Услед проблема снабдевања, 1924. године совјетско руководство је одлучило да напусти употребу све стране увозне муниције. Као последица тога, производња Фјодоровог аутомата је заустављења 1925. и до 1928. повучена је из употребе. Комисија Црвене армије за оружја је одлучила да у војну службу треба увести аутомате и полуаутоматске пушке, у почетку као офанзивно оружја за подофицире. Конкурс за израду таквог оружја почео је следеће године. 
Токарев, који је био упознат са радом Владимира Фјодорова, одлучио је да прихвати изазов за израду одговарајуће замене оружја које ће бити у дозвољеном калибру. То је довело до првог совјетског аутомата у калибру 7,2×38mmR Нагант револвер, јер у то време у Совјетском Савезу није постојао калибар за полуаутоматску пушку или аутомат прихваћен од стране војске.

## Опис пушке
Токарев модел 1927 радио је на принципу позајмице барутних гасова, што значи да барутни гасови, који настају због експлозије метка услед окидања, гурају повратну опругу назад. Када се опруга гурне у задњи положај, чаура испаљеног метка избацује се напоље, а на њено место долази нови метак ког је опруга шанжера гурнула на то место. Тако долази до повећања брзине пуцања, а самим тим и повећања броја испаљених метака у минути. Имао је способност селекције паљбе, коју су му омогућавала 2 окидача. Задњи окидач је био за појединачну паљбу, док је предњи био за аутоматску. У кундаку је постојало посебно место у ком се налазио додатни оквир за муницију. 
Нишан пушке је био подешен на 100 или 200 метара, али могао се продесити oкретањем једног од два котурића на телу пушке. Карабинска верзија пушке је такође произведена и имала је само један окидач, мало дужу цев и подесиви нишан до 800 метара. Упркос томе што су обе верзије користиле исти и веома слаб калибар, њихове примерке могу се наћи у Војно-историјском музеју артиљерије, инжињерије и телекомуникација у Санкт Петербургу.

## Испитивање прототипа
Само неколико комада овог аутомата је израђено за потребе испитивања, када је у јулу 1928. године руководство Црвене армије одлучило да треба развити јединствени нови калибар и за аутоматске пиштоље и за аутомате. Нови калибар би се добио модификацијом калибра 7,63×25mm Маусер до совјетског машинског стандарда 7,62×25mm Токарев. Токарев је морао да прилагоди дизајн свог модела новом калибру. До тада су модели, који су дизајнирали Дегтјаријев и Корвин, били представљењени. Њихови модели су већ имали предност пошто су од почетка били дизајнирани за нови калибар. Испитивања су отпочела 1930. у јулу, а Токарев је представио модел и са новим и са оригиналним калибром. Војна комисија је била прилично незадовољна са свим пушкама представљеним на конкурсу. На крају, у фебруару 1931. године, војска је наредила израду 500 комада Токаревог модела у пиштољском калибру, који су послати у војне јединице на даље испитивање. Резултати које су добили од војника су биле негативни. Коначан број произведених и испоручених модела Токарев (дизајниран за Нагант пиштољски калибар) остаје непознат.
У периоду између 1932. и 1933. извршена су још неколико испитивања са 14 различитих аутомата дизајнираних од стране Токарева, Дегтјаријева, Коровина, Прилутског и Колешинкова. Војна комисија за оружје одбацила је моделе Коровина, Прилутског и Колешинкова као незадовољавајуће због непоузданост. На крају избор се свео између модела Дегтјаријева и Токарова, али осим у погледу тежине, Дегтјаријевов модел се показао као бољи у свим другим областима. Био је прецизнији, метак је био бржи, мањи број испаљених метака у минути (што је захтев комисије), лакши за руковођење и поузданији. Тиме је производња модела Токарев 1927 обустављена, а модел Дегтјаријева је пуштен у производњу 1935. са ознаком ППД-34.